# Hajdamacy

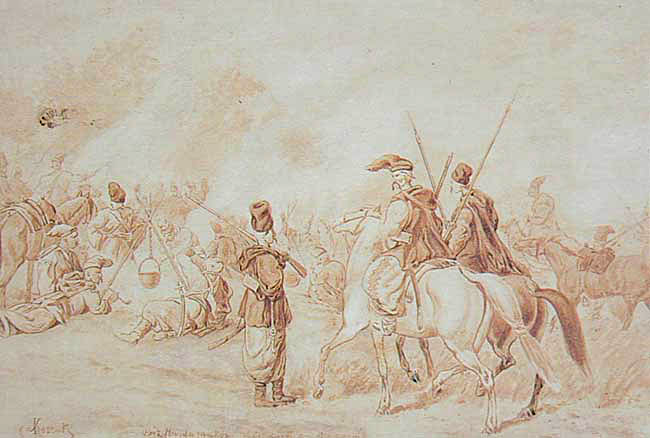
Juliusz Kossak, Obóz hajdamaków

Hajdamacy (ukr. гайдaмаки), lp. hajdamaka (z tur. hajdmak – „rabować, grabić, ścigać, pędzić“) – uczestnicy zbrojnych napadów rozbójniczych na terytorium Ukrainy Prawobrzeżnej w składzie Rzeczypospolitej Obojga Narodów w XVIII wieku.
Wywodzili się ze zbiegłych ukraińskich chłopów, zubożałych mieszczan i Kozaków zaporoskich, łączyła ich wspólna profesja – na co dzień działali w luźnych grupach trudniących się rozbojem i napadami. Według Karola Mazura hajdamaków od zwykłych bandytów różnił fakt, że ucieleśniali społeczny protest ukraińskich chłopów przeciwko wyzyskowi panów połączony z elementami walki antyfeudalnej i narodowościowej.

## Zarys historyczny
W późniejszej Galicji zwani „opryszok”, hajdamacy rekrutowali się spośród Kozaków, zbiedniałej lub pańszczyźnianej miejscowej czerni, fornali, a nawet rzemieślników i drobnych mieszczan.
Tworzyli niezorganizowane grupy (na czele większych „oddziałów” rozbójników stał ataman), które napadały w celach rabunkowych na miasteczka, dwory i klasztory, posiadłości dzierżawców i bogatych chłopów, w szeregu przypadków mordując polską szlachtę, księży rzymskokatolickich i unickich, żydowskich karczmarzy i lichwiarzy. Hajdamacy z chłopami stosunki mieli raczej dobre, a to że ich nie atakowali przysparzało im popularności. To powodowało, że chłopi często z nimi współpracowali dostarczając im schronienia i informacji. Hajdamacy dokonywali swoich wypraw łupieżczych organizując się głównie na Zaporożu, skąd przechodzili na Kijowszczyznę i tutaj pozyskiwali miejscową czerń. Taktyka napadów opierała się na wypracowanych przez wieki metodach stepowego rozbójnictwa. W bezpiecznym miejscu Kozacy zakładali tzw. „kosz” (obóz), skąd wypuszczano zagony w celach rabunkowych; po zakończeniu grabieży wycofywano się zazwyczaj w rozproszeniu, wykorzystując znakomitą znajomość terenu, co pozwalało uniknąć ewentualnych walk na otwartym polu.
Przyjmuje się, że ofiarą ich padło w czasie koliszczyzny (1768) ponad 100 tys. osób. Nieliczne oddziały polskie na Naddnieprzu oraz prywatne armie magnatów nie dawały sobie z nimi rady, tak że wzywano parę razy na pomoc armię Imperium Rosyjskiego. Po zwycięstwach nad hajdamakami byli oni surowo karani za swoją działalność, często okaleczani, lub skazywani na karę śmierci.
Hajdamacy weszli do literatury m.in. przez poemat Tarasa Szewczenki Hajdamacy (1841). Ich imię nosił narodowo-demokratyczny tygodnik „Hajdamaky”, ukazujący się we Lwowie w latach 1902–1907 pod redakcją Mychajła Petryckiego i Sembratowycza. Pod tym samym tytułem wychodził w Nowym Jorku w latach 1909–1916 tygodnik skrajnej lewicy imigrantów pochodzenia ukraińskiego w USA, zorganizowanych w związku wzajemnej pomocy „Hajdamaky” pod kierownictwem I. Borodajkiewicza.
O powstaniach hajdamaków pisali również Seweryn Goszczyński w Zamku kaniowskim i Juliusz Słowacki w Śnie srebrnym Salomei.

## Ważniejsze zorganizowane wystąpienia hajdamaków
- 1734 – rosyjskie wojska wkroczyły do Polski, by zdetronizować króla Stanisława Leszczyńskiego. Hajdamacy pod wodzą atamanów Czawego, Hrywy, Miedwiedia, Pisarenki i Werłana zajęli m.in. Brody i Zbaraż (mimo klęski pod Krzemieńcem). Armia Imperium Rosyjskiego, traktowana przez hajdamaków (zgodnie z nieoficjalnym sojuszem) jako pobratymiec, stłumiła powstanie, obawiając się jego rozprzestrzenienia.
- 1750 – wielkie, ale niezorganizowane powstanie pod wodzą atamanów Suchego, Tarana, Pysmiennego, Pokoliaka i innych objęło swym zasięgiem całą Ukrainę Prawobrzeżną. W ręce hajdamaków dostały się m.in. Humań, Winnica, Czehryń i Korsuń. Hajdamackie wystąpienia zostały zatrzymane przez ekspedycje karne wojsk koronnych i rosyjskich, co doprowadziło do zahamowania morderstw i grabieży.
- 1768 – największa i najbardziej krwawa rebelia – koliszczyzna, pod wodzą Żeleźniaka i Gonty. Wybuchła w czasie konfederacji barskiej w okolicach Kijowa i Bracławia; następnie powstanie rozprzestrzeniło się na Podole i Wołyń. W trakcie zdobywania Humania doszło do tzw. rzezi humańskiej, w trakcie której wymordowano do 20 tys. Polaków i Żydów, w tym kobiety i dzieci. Koliszczyznę spacyfikowały krwawo oddziały rosyjskie pod dowództwem Michaiła Kreczetnikowa i koronne dowodzone przez Ksawerego Branickiego.

Po roku 1768 zdarzały się sporadyczne zrywy hajdamaków, ale nigdy nie osiągnęły takiego zakresu, jak za panowania Augusta III Sasa i w pierwszych latach króla Stanisława Augusta Poniatowskiego.
- 1813-1835 – Ustim Karmeluk, przywódca chłopski, po ucieczce z wojska carskiego zorganizował na Podolu grupy zbrojne na wzór hajdamacki, bywa nazywany "ostatnim hajdamaką"[8].

## Uzbrojenie i wygląd
Hajdamacy uzbrojeni byli w spisy i samopały, strzemiona mieli drewniane, proste siodło i wojłok; ich koszule były wysmarowane słoniną dla ochrony przed brudem, szarawary szerokie, płócienne lub z grubego sukna; głowa ogolona, tylko osełedec (kosmyk) zwisał nad lewym uchem; długi wąs; czapka ze skóry cielęcej w formie ostro zakończonego woreczka, zwisającego nad prawym uchem (cyt. wg Brücknera).

## Pierwsze pułki „hajdamackie” po 1917 roku
- Hajdamacki Kosz Słobodzkiej Ukrainy, stworzony przez Petlurę w grudniu 1917 r. w Kijowie, składający się głównie ze studentów kijowskiej szkoły wojennej, odegrał ważną rolę w bitwie z bolszewikami o Kijów w styczniu i lutym 1918, został później wcielony do Korpusu Zaporoskiego armii URL jako 3. pułk piechoty Hajdamaków.
- Hajdamacki Pułk Kawalerii im. Hordijenki, stworzony z żołnierzy rozpadającej się armii rosyjskiej frontu wołyńskiego, brał także udział w walkach o Kijów w styczniu 1918, następnie wcielony do Korpusu Zaporoskiego.

## Pułki „hajdamackie” warmii URL
- Bataliony hajdamackie w Jekaterynosławiu, Odessie i Humaniu, powstały w 1917 wskutek dezintegracji lub oficjalnie sankcjonowanej ukrainizacji armii rosyjskiej, brały udział w walkach z bolszewikami 1917-1918.
- Kompania hajdamacka powstała w rosyjskiej Armii Fińskiej (1917), brała udział w walkach z bolszewikami na Ukrainie i w Finlandii.